# Doi Nang Non
Doi Nang No (en tailandés: ดอยนางนอน: "Montaña de la Dama Dormida") es una cordillera de las tierras altas tailandesas localizada en la provincia de Chiang Rai, Tailandia. Es una formación kárstica  con cuevas y cascadas numerosas que aumentan al sureste del Daen Lao Gama. Parte de esta área es manejada como el Parque Forestal Tham Luang–Khun Nam Nang Non (en tailandés: วนอุทยานถ้ำหลวง-ขุนน้ำนางนอน).

## Geografía
Doi Nang No se compone de una larga  colina que se encuentra en el lado oeste de la carretera entre Chiang Rai y Mae Sai. La mayor parte de la gama está en el  Distrito Mae Sai, y se extiende al oeste y sur oeste de Pong de Pha a lo largo de la frontera con Myanmar. La forma de la montaña tiene una inusual característica de tierras que vistas desde ciertos ángulos toman la forma de una mujer de cabello largo reclinada.

### Cuevas
Hay una serie de cuevas subterráneas y cursos de agua en el área de alcance.
- Tham Luang Nang No (en tailandés: ถ้ำหลวงนางนอน:; "Gran Cueva de la Dama Dormida") es una cueva caliza semiseca en Doi Nang No.[2] Tiene 10 kilómetros  (6.2 mi) de largo, y muchos recesos profundos, estrechos pasadizos y túneles serpenteantes bajo cientos de metros de piedra caliza. Hay numerosas estalagmitas y estalactitas en algunas partes del sistema. Tham Luang es el sitio de una operación de rescate para encontrar y evacuar un equipo de fútbol local atrapado en la cueva. La cueva ha sufrido daños durante la operación de rescate, pero las autoridades planean reparar los daños después de que el rescate sea completado.[3][4]
- Khun Nam Nang No (en tailandés: ขุนน้ำนางนอน:; "Arroyo de la montaña de la Dama Durmiente") es un estanque natural en el fluye agua sobre las rocas. Esta agua se dice que son las lágrimas de la legendaria dama fantasma.

## Historia
En 1986 un sector de 8 km², que incluye la entrada a la cueva principal, fue declarado el Parque Forestal Tham Luang–Khun Nam Nang Non.

## Leyenda
Una de las leyendas dice que en tiempos antiguos una hermosa princesa se enamoró de un joven y quedó embarazada. Sabiendo que su amor era prohibido, huyeron y entraron en la cueva para descansar. Cuando el muchacho salió en busca de comida, fue capturado y asesinado por el ejército del rey. La afligida princesa se apuñaló a muerte y la leyenda dice que su sangre se convirtió en el agua que fluye a través de la cueva, mientras que su cuerpo esta rodeando las montañas, como una mujer dormida.

## Turismo
Algunas de las cuevas en el área de la montaña han sido desarrolladas como atracción turística.
Hay un mirador en el distrito Mae Chan, desde donde la "dama dormida" puede ser observada. Los guías locales bromean sobre que Doi Nang No es "la montaña más alta en el mundo", si la dama se levanta...